# Bonawentura Paprocki
Bonawentura Paprocki herbu Jastrzębiec – cześnik dobrzyński w latach 1790–1793, cześnik rypiński w latach 1788–1790, konsyliarz konfederacji ziemi dobrzyńskiej w konfederacji targowickiej.
W 1789 był komisarzem do zbierania ofiar z powiatu rypińskiego.